# Пуебло Индијанци
Пуебло Индијанци је назив који се у етнологији и индијанистици користи за означавање различитих индијанских група са северноамеричког југозапада, које симболише прилично једнообразни тип културе — пуебло насеља од непечене опеке, камена или неког другог локалног материјала, чији становници живе од пољопривреде, претежно од узгоја кукуруза.

## Пуеблоси
Стамбене зграде у пуебло насељима су имале, или имају и данас, један или више спратова. У прошлости су те зграде биле са улазом одозго, па се у њих могло ући и изаћи само уз помоћ дрвених мердевина, које су се након употребе повлачиле за собом. Разлог овоме биле су пљачкашке групе Апача које су значајан део свог прихода обезбеђивале пљачком.
У време првог контакта са Шпанцима почетком 16. века, ови народи су живели у сложеним насељима са великим бројем вишеспратница. Шпанци су ова насеља звали пуеблос, што значи градови и тим називом су означавали све народе који су живели у оваквом типу насеља. До 21. века опстао је 21 пуебло на југозападу САД, најпознатији су Таос, Акома, Зуни и Хопи. Највећи пуеблоси налазе се у данашњим америчким државама Њу Мексико и Аризона.

## Народи
Пуебло Индијанци нису неки посебан народ нити породица народа. Нису међусобно сродни, везује их једино њихов једнообразни пуебло-тип културе.
Пуебло индијански народи су:
- Хопи,
- Керес,
- Зуни,
- Тива
  - Северни Тива
    - Таос и
    - Пикурис,

  - Јужни Тива,
- Тева и
- Това.

## Језици
Језици којим говоре ови народи припадају различитим породицама језика. Хопи језик припада јуто-астечкој породици језика, зуни је изоловани језик, керес је дијалекатски континуум који укључује дијалекте: акома, лагуна, санта ана, зиа, кочити, санто доминго и сан фелипе. Таноанској породици језика припадају: това (или јемез), тева (дијалекти су: оуки винги, сан илефонсо, санта клара, тесуки, намбе, поваки и хано) и тива језици: таос, пикурис и јужни тива (дијалекти су: сандиа и ислета).